# Une vie de chien (bande dessinée)
 (août 2019).
Si vous disposez d'ouvrages ou d'articles de référence ou si vous connaissez des sites web de qualité traitant du thème abordé ici, merci de compléter l'article en donnant les références utiles à sa vérifiabilité et en les liant à la section « Notes et références ».
Pour les articles homonymes, voir Une vie de chien.
Une vie de chien (en anglais : Citizen Dog)  est une bande dessinée en noir et blanc issu de journaux, écrite et dessinée par Mark O'Hare, et distribuée en France par Hors collection.

## Résumé
L'histoire raconte la vie tumultueuse d'un chien qui n'en fait qu'à sa tête et de son maître qui subit toutes ses péripéties. Les deux protagonistes évoluent dans un monde où les humains, les chiens, les chats, les dindes, les poissons et les animaux en général, se parlent et communiquent ensemble. Le chien peut même conduire, téléphoner et travailler, mais reste cantonné à son rôle : est promené en laisse, poursuit les chats, mange les affaires de son maître, mange dans une gamelle, mord...
Les chiens (excepté Gus et Tom) sont la copie conforme de leur maître, par exemple un chien avec des lunettes comme son maître ou la même coupe de cheveux de Rex et son propriétaire.
Le style se veut souvent satirique et critique, notamment envers la télévision, l'argent, la religion, la société de consommation de masse, la politique et internet (alors en plein essor à la fin des années 90).
Le style et le dessin rappellent fortement Calvin et Hobbes, elle aussi en noir et blanc et sous forme de Comic strip. Les rapports et comportements entre le chien Gus et son maitre, sont similaires à une autre bande dessinée : Garfield.

## Personnages principaux
- Tom - Mel dans la version originale - la trentaine, célibataire et en surpoids, est le maître du chien Gustave, dit Gus. Employé de bureau, il vit dans une petite maison en banlieue d'une ville aux États-Unis. Grand amateur de pêche (tradition familiale depuis plusieurs générations) il n'y a cependant jamais eu de poisson pris. Tom se fait mener par le bout du nez par son chien, refusant souvent d'argumenter face au manque de responsabilité de Gustave. Tom utilise souvent son chien pour draguer, sans succès, des filles.
- Gus ou Gustave - Fergus dans la version originale - est un chien sympathique mais impulsif qui n'en fait qu'à sa tête. Impatient et fougueux, il est cependant attachant. Gros mangeur et profiteur, il prend la vie comme elle vient, ne se souciant pas du lendemain. Profitant des faiblesses de son maître Tom, il abuse de celle-ci afin de rendre sa vie encore plus profitable. Une de ses plus grandes occupations est d’embêter son maître ainsi que le facteur et Chaminou. Fainéant, il travaille quand même brièvement dans un magasin consacré aux chiens.
- Chaminou -  Cuddles dans la version originale - est un chat cultivé, un peu snob, peu sociable et allergique au froid et à l'hiver. Gus l'embête fréquemment. Au fur et à mesure du développement, celui-ci noue une grande amitié envers nos deux protagonistes. Sa maîtresse est une vieille dame.

## Personnages secondaires
- Rex - Arlo dans la version originale, chien meilleur amis de Gus, partage les mêmes passions.
- Les parents de Tom - son père (qui perd un peu la tête) prend Gus pour un lapin, en l’occurrence Bugs Bunny quant à sa mère, à la suite d'un accident avec le canapé, ne peut plus voir le chien Gus.
- Bruno - Chien errant et sale. Séquestre Chaminou dans sa gueule.
- Betty - Serveuse au café local.
- Reggie - Vieux monsieur à qui Gus rend visite à la maison de retraite.
- Le facteur - Personnage dont Gus rend son travail impossible, manifeste cependant de la sympathie envers lui.
- Mario - Poisson avec beaucoup d'humour qui accompagne souvent Tom lors de ses parties de pêche.

## Albums édités en France
1. Tranquille le chien, 2000[1].
2. Le Meilleur Ami du chien, 2000[2].
3. Humeurs de chien, 2001.
4. Temps de chien, 2001.
5. Un chat dans la gorge, 2002.
6. Chienne de vie, 2002.